# Rodošto
Rodošto is een herdenkingshuis en museum ter nagedachtenis van Ferenc II Rákóczi (1676 - 1735).

## Gebouw
Het gebouw is gelegen in de Hrnčiarská-straat 7 in Košice, in de onmiddellijke omgeving van de Mikluš-gevangenis en de Gereformeerde kerk.
Het is een replica van de woning in Tekirdağ (in het Slowaaks: Rodošto) waarin Ferenc II verbleef, tijdens zijn ballingschap vanaf 1720 tot aan zijn dood in 1735.
De beslissing om deze replica te construeren dateert van 1908, maar de bouw begon slechts in 1940 en werd voltooid in 1943. In tegenstelling tot het oorspronkelijke doel werd het huis aanvankelijk tijdelijk gebruikt als kantoor en opslagplaats. Het werd gebouwd op een plek waar voorheen oudere woningen stonden, en is voor het publiek toegankelijk sedert 1991.
Het pand werd op 16 oktober 1963 geregistreerd als Nationaal cultureel monument van de Slowaakse Republiek.

## Tentoonstelling

### Over het leven
Het museum is gewijd aan de leefwereld van prins Ferenc II Rákóczi en zijn metgezellen gedurende hun ballingschap in Tekirdağ, nabij de bergen en de Zee van Marmara. Benevens elementen uit Ferenc's leven en zijn begrafenis in Košice, kunnen de museumbezoekers ook een reeks historische foto's bekijken in verband met de constructie van het herdenkingshuis.
Het meest indruk makende kenmerk van het huis is een grote eetkamer, geïnspireerd door de cultuur van het Nabije Oosten. Verscheidene delen van die kamer zijn destijds door Rákoczi zelf -gedurende zijn verbanning- gemaakt. De tentoonstelling is verder aangevuld met historische wapens uit de 18e eeuw, gravures, kunstwerken met familieportretten van de Rákoczi's en aquarellen uit Turkije. Men vindt er ook voorbeelden van de vervaardiging van munten en penningen door de opstandelingen. Bovendien treft men aan: Turks antiek meubilair, persoonlijke bezittingen van Ferenc II en ook voorwerpen die in verband staan met zijn dood en begrafenis. Er is tevens een boek uit 1707 met betrekking tot Rákoczi's opstand, getiteld "Geschiedenis van Prins Rákoczi", evenals miniatuurfoto's uit de kamer van Ferenc op jonge leeftijd, in het kasteel van Moekatsjevo.
De tentoonstelling is sinds 2013 aangevuld met nieuwe, moderne en interactieve elementen.

### Na de dood
Ferenc II Rákóczi werd in het geheim begraven, in de Sint-Benedictuskerk in Istanboel : de tempel van de Franse lazaristen. Omdat de stad Košice het centrum van zijn opstand was, werd het stoffelijke overschot in 1906 door de Hongaarse regering naar Košice overgebracht, waar het sedertdien in de Sint-Elizabethkathedraal begraven ligt.

## Standbeeld

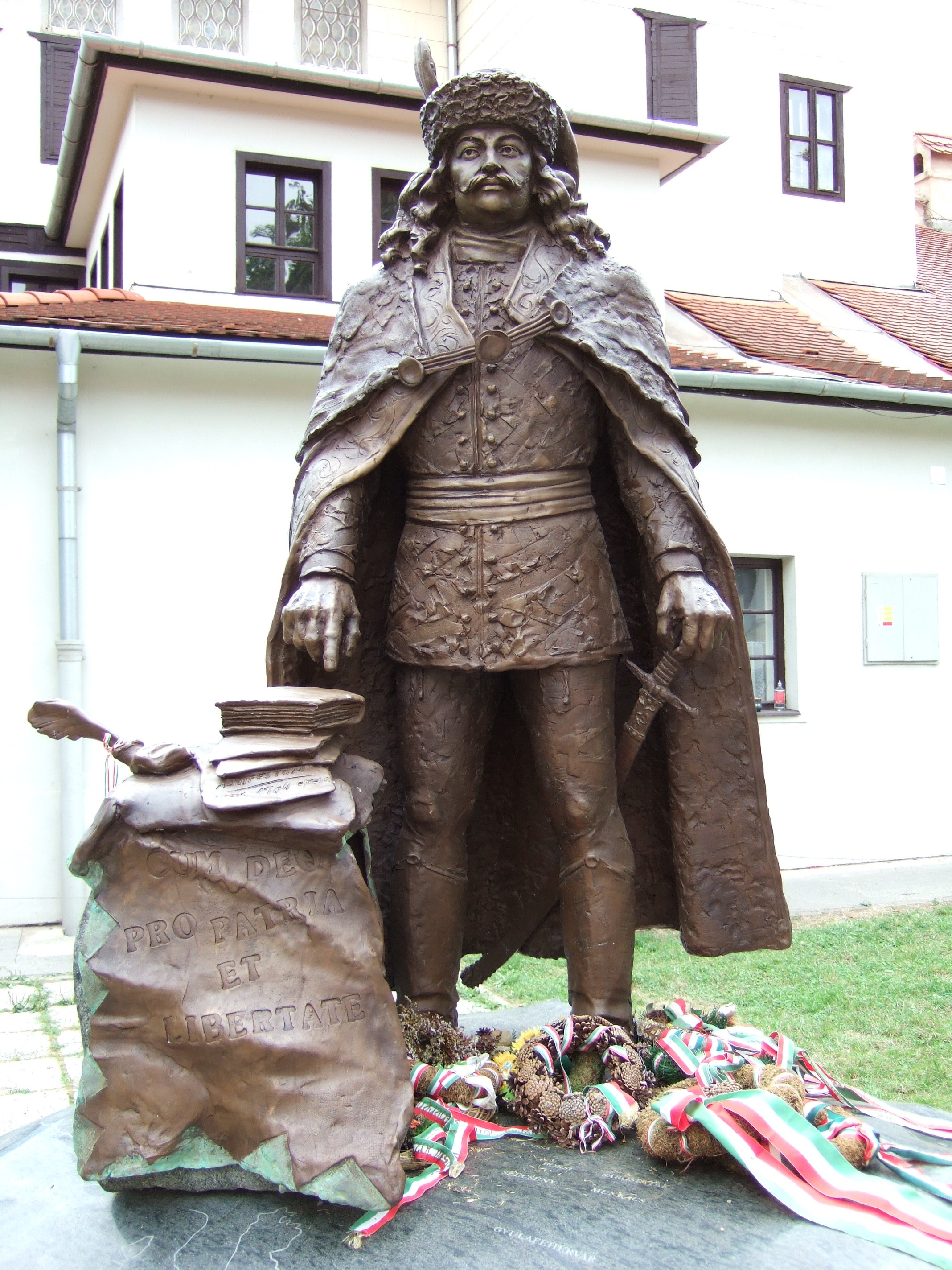
Standbeeld

Voor het herdenkingshuis werd op 3 april 2006 een standbeeld van Ferenc II Rákóczi onthuld.
Dit gebeurde ter gelegenheid van de 100e verjaardag van:
- de overbrenging van het stoffelijk overschot uit Rodošto
- de herbegraving in de Sint-Elisabethkathedraal (29 oktober 1906).

Dit standbeeld was een geschenk van de Republiek Hongarije aan de stad Košice. Het beeld is 230 cm hoog, weegt 500 kg en staat op een sokkel van gepolijst graniet. De Hongaarse beeldhouwer Sándor Győrfi uit Karcag is de auteur van dit beeld.